# 中国中部投资贸易博览会

中博会LOGO

中国中部投资贸易博览会（简称中博会）是为了落实中国政府关于促进中部崛起的重大决策而举办的大规模、高规格的区域性经贸活动，由中部六省轮流举办。首届中博会于2006年9月26日在湖南省长沙市湖南国际会展中心举行。

## 历次博览会
在首届的三天会期中，大会共计签约各类招商引资项目1199个。利用外资合同项目363个，合同利用外资99亿美元。中部六省共同签订外资合同项目356个，合同利用外资95.8亿美元。签订国内经济合同项目575个，合同引资764.7亿元。中部六省共签订国内经济合作合同项目544个，合同引资737.4亿元。
第二届中博会于2007年4月26－28日在河南省郑州市郑州国际会展中心举行，共有138家投资商和778个项目进行了对接洽谈，预先安排撮合1318次。
第三届中博會於2008年4月26－28日在湖北省武漢市武汉国际会展中心举行。
第四届中博会于2009年4月26-28日在安徽省合肥市安徽国际会展中心举行。
第五届中部博览会于2010年9月26日－28日在江西省南昌市南昌国际展览中心举行。
第六届中博会于2011年9月26日－28日在山西省太原市中国（太原）煤炭交易中心举行。
第七届中博会于2012年5月18日－20日在湖南省长沙市举行。（因为要同期合并召开世界华商领袖峰会，所以提前了一天于5月17日-19日举行）
第八届中博会于2013年5月18-20日在河南省郑州市郑州国际会展中心举行。  。
第九届中博会于2015年5月18－20日在湖北省武漢市举行。
第十届中博会于2017年5月17-19日在安徽省合肥市合肥滨湖国际会展中心举行。